# Pantà de Sant Llorenç de Montgai
Pantà de Sant Llorenç de Montgai är en reservoar i Spanien.   Den ligger i provinsen Província de Lleida och regionen Katalonien, i den nordöstra delen av landet, 400 km öster om huvudstaden Madrid. Pantà de Sant Llorenç de Montgai ligger 267 meter över havet. Arean är 0,82 kvadratkilometer.  